# Heptathela australis
Heptathela australis (ONO, 2002) è un ragno appartenente al genere Heptathela della famiglia Liphistiidae.
Il nome del genere deriva dal greco ἐπτά, heptà, cioè 7, ad indicare il numero delle ghiandole delle filiere che possiedono questi ragni, e dal greco θηλή, thelè, che significa capezzolo, proprio ad indicare la forma che hanno le filiere stesse.
Il nome proprio deriva dall'aggettivo latino australis, che significa meridionale, ad indicare la parte meridionale della provincia vietnamita di Lam Dong.

## Caratteristiche
Ragno primitivo appartenente al sottordine Mesothelae: non possiede ghiandole velenifere, ma i suoi cheliceri possono infliggere morsi piuttosto dolorosi
Questa specie ha diverse caratteristiche in comune con Heptathela hangzhouensis, se ne distingue, per quanto riguarda l'apparato genitale femminile, per una diversa conformazione delle bursae mediane più larghe e più sviluppate anche rispetto alle altre specie di Heptathela.

### Femmine
Nelle femmine il bodylenght (lunghezza del corpo escluse le zampe) è di 22,5 millimetri. Il cefalotorace è più lungo che largo, 10,7 x 9,1 millimetri e i tubercoli oculari sono più ampi che lunghi, con diametro di 1,3 mm. I pedipalpi hanno una lunghezza complessiva di 16,8 mm cheliceri hanno 7 denti piuttosto larghi e due più piccoli sull margine anteriore delle zanne. L'opistosoma ha forma ovale, più lungo che largo, misura 11,6 mm x 9,8 mm e le filiere mediane posteriori sono completamente fuse anche se alquanto larghe. Hanno due paia di spermateche di forma ovale le cui bursae principali sono larghe e sviluppate una vicina all'altra, quelle mediane spostate lateralmente e quelle posteriori nei pressi della parte basale di quelle anteriori.

## Comportamento
L'esemplare principale rinvenuto aveva costruito una ragnatela a porta-trappola larga 33 mm e lunga 25; altre tele di ragni rinvenuti in seguito presentavano dimensioni minori: 26 mm x 22 mm, 25 mm x 21 mm e 24 mm x 19 mm.

## Colorazione
Il cefalotorace è di colore marrone scuro, il tubercolo oculare è nero; i cheliceri sono arancioni prossimalmente e ventralmente, distalmente sono bruno-nerastri. Le zanne sono nere, lo sterno, le zampe e i pedipalpi sono marrone scuro. L'opistosoma è bruno-giallastro scuro, le scleriti dorsali sono più scure; le scleriti ventrali e le filiere sono marroni tendenti al giallognolo.

## Distribuzione
L'olotipo è stato rinvenuto nella località di Dambri, ad 800 m di altitudine, presso la città di Bảo Lộc, nella provincia vietnamita di Lam Dong.